# Chris Owings
Christopher Scott Owings (né le 12 août 1991 à Charleston, Caroline du Sud, États-Unis) est un joueur d'arrêt-court des Rockies du Colorado de la Ligue majeure de baseball.

## Carrière
Chris Owings est un choix de première ronde des Diamondbacks de l'Arizona en 2009. Il amorce la même année sa carrière en ligues mineures.

### Saison 2013
En 2013, Owings gradue au niveau Triple-A et est nommé meilleur joueur de ligues mineures de la saison dans l'organisation des Diamondbacks après une année où il frappe pour ,330 de moyenne au bâton avec 180 coups sûrs, 104 points marqués, 20 buts volés, 12 circuits et 81 points produits chez les Aces de Reno de la Ligue de la côte du Pacifique. En juillet, il prend part au match des étoiles du futur au Citi Field de New York, où il est l'un des trois représentants des Diamondbacks. Les clubs sont normalement limités à deux représentants, mais le désistement de Brad Miller des Mariners de Seattle permet à Owings de rejoindre les deux autres espoirs des D-backs, Archie Bradley et Matt Davidson. Il se distingue défensivement durant le match par un attrapé spectaculaire qui, avec l'aide du joueur de deuxième but Kolten Wong, se transforme en double jeu.
Après la fin de la saison des ligues mineures, Chris Owings est rappelé par les Diamondbacks et fait ses débuts dans le baseball majeur avec Arizona le 3 septembre 2013. Il joue 20 matchs en de saison et maintient une moyenne au bâton de ,291 avec 5 points marqués, 5 points produits et 2 buts volés. Son premier coup sûr dans les majeures est réussi le 7 septembre aux dépens du lanceur Matt Cain, des Giants de San Francisco.

### Saison 2014
Owings est nommé meilleure recrue du mois d'avril 2014 en Ligue nationale grâce à, notamment, 26 coups sûrs en 28 matchs joués et une moyenne au bâton de ,313 au cours du premier mois de la saison 2014.